# André Lerond
André Lerond (Le Havre, 1930. december 6. – Bron, 2018. április 8.) francia válogatott labdarúgó.

## Sikerei, díjai

### Klub
- Lyon
  - Francia másodosztály bajnoka: 1953–54

### Válogatott
- Franciaország
  - Labdarúgó-világbajnokság bronzérmese: 1958